# Single numer jeden w roku 2014 (Japonia)
Notowanie Weekly Singles Chart (jap. 週間シングルチャート Shūkan Shinguru Chāto) przedstawia najlepiej sprzedające się single w Japonii. Publikowane jest ono przez magazyn Oricon Style, a dane kompletowane są przez Oricon w oparciu o cotygodniowe wyniki sprzedaży fizycznej singli. Poniżej znajdują się tabele prezentujące najpopularniejsze single w danych tygodniach w roku 2014.
Notowanie Billboard Japan Hot 100 przedstawia najpopularniejsze single w Japonii. Publikowane jest ono przez magazyn Billboard i Hanshin Contents Link, a dane kompletowane są w oparciu o sprzedaż CD singli (udostępniane przez SoundScan Japan), częstotliwość emitowania piosenek na antenach japońskich stacji radiowych (udostępniane przez firmę Plantech), dane sprzedaży w sklepach internetowych oraz dane sprzedaży z iTunes Japan. Od grudnia 2013 roku Billboard dodało dwa dodatkowe czynniki do listy Japan Hot 100: tweety odnoszące się do utworów z danych Twittera zebrane przez NTT DATA, jak również dane pochodzące z Gracenote – ile razy dana płyta została włożona do komputera.

## Oricon Weekly Singles Chart
| Data            | Singel | Wykonawca                                 | Źródło |
| --------------- | --- | ----------------------------------------- | ------ |
| 6 stycznia      | „Ride With Me” | Hey! Say! JUMP                            | [ 1 ]  |
| 13 stycznia     | „101 kaime no noroi” (jap. 101回目の呪い)                                                                                          | Golden Bomber                             | [ 2 ]  |
| 20 stycznia     | „Tomonoura bojō” (jap. 鞆の浦慕情)                                                                                                 | Misaki Iwasa                              | [ 3 ]  |
| 27 stycznia     | „Hibiki” (jap. ひびき) | Kanjani ∞                                 | [ 4 ]  |
| 3 lutego        | „Snow Magic Fantasy” (jap. スノーマジックファンタジー)                                                                             | Sekai no Owari                            | [ 5 ]  |
| 10 lutego       | „Egao no kimi wa taiyō sa/Kimi no kawari wa iya shinai/What is LOVE?” (jap. 笑顔の君は太陽さ/君の代わりは居やしない/What is LOVE?) | Morning Musume. '14                       | [ 6 ]  |
| 17 lutego       | „AinoArika/Aisureba motto Happy Life” (jap. AinoArika/愛すればもっとハッピーライフ)                                                | Hey! Say! JUMP                            | [ 7 ]  |
| 24 lutego       | „Bittersweet” | Arashi                                    | [ 8 ]  |
| 3 marca         | „King of otoko!” (jap. キング オブ 男!)                                                                                            | Kanjani ∞                                 | [ 9 ]  |
| 10 marca        | „Mae shika mukanee” (jap. 前しか向かねえ)                                                                                          | AKB48                                     | [ 10 ] |
| 17 marca        | „Hikari no Signal” (jap. 光のシグナル)                                                                                             | Kis-My-Ft2                                | [ 11 ] |
| 24 marca        | „Sakura, minna de tabeta” (jap. 桜、みんなで食べた)                                                                                | HKT48                                     | [ 12 ] |
| 31 marca        | „Mirai to wa?” (jap. 未来とは?) | SKE48                                     | [ 13 ] |
| 7 kwietnia      | „Takane no ringo” (jap. 高嶺の林檎)                                                                                                | NMB48                                     | [ 14 ] |
| 14 kwietnia     | „Kizuitara kataomoi” (jap. 気づいたら片想い)                                                                                       | Nogizaka46                                | [ 15 ] |
| 21 kwietnia     | „Yes we are/Koko kara” (jap. Yes we are/ココカラ)                                                                                  | SMAP                                      | [ 16 ] |
| 28 kwietnia     | „Toki o koe sora o koe/Password is ∅” (jap. 時空を超え 宇宙を超え/Password is ∅)                                                   | Morning Musume. '14                       | [ 17 ] |
| 5 maja          | „Eejanaika” (jap. ええじゃないか)                                                                                                  | Johnny's WEST                             | [ 18 ] |
| 12 maja         | „GUTS !” | Arashi                                    | [ 19 ] |
| 19 maja         | „Naite mo iin da yo” (jap. 泣いてもいいんだよ)                                                                                     | Momoiro Clover Z                          | [ 20 ] |
| 26 maja         | „King & Queen & Joker” | Sexy Zone                                 | [ 21 ] |
| 2 czerwca       | „Labrador Retriever” (jap. ラブラドール・レトリバー)                                                                               | AKB48                                     | [ 22 ] |
| 9 czerwca       | „Dare mo shiranai” (jap. 誰も知らない)                                                                                             | Arashi                                    | [ 23 ] |
| 16 czerwca      | „In Fact” | KAT-TUN                                   | [ 24 ] |
| 23 czerwca      | „ONE -for the win-” | NEWS                                      | [ 25 ] |
| 30 czerwca      | „HOT SUN” | Kim Hyun-joong                            | [ 26 ] |
| 7 lipca         | „R.Y.U.S.E.I.” | Sandaime J Soul Brothers from EXILE TRIBE | [ 27 ] |
| 14 lipca        | „Omoidama” (jap. オモイダマ) | Kanjani ∞                                 | [ 28 ] |
| 21 lipca        | „Natsu no Free & Easy” (jap. 夏のFree&Easy)                                                                                        | Nogizaka46                                | [ 29 ] |
| 28 lipca        | „Top Of The World/Amazing Discovery”                                                                                               | SMAP                                      | [ 30 ] |
| 4 sierpnia      | „NEW HORIZON” | Exile                                     | [ 31 ] |
| 11 sierpnia     | „Bukiyō taiyō” (jap. 不器用太陽)                                                                                                   | SKE48                                     | [ 32 ] |
| 18 sierpnia     | „ER2” | Eight Ranger                              | [ 33 ] |
| 25 sierpnia     | „Another Future” | Kis-My-Ft2                                | [ 34 ] |
| 1 września      | „THE REVOLUTION” | Exile Tribe                               | [ 35 ] |
| 8 września      | „Kokoro no Placard” (jap. 心のプラカード)                                                                                          | AKB48                                     | [ 36 ] |
| 15 września     | „Weekender/Asu e no YELL” (jap. ウィークエンダー/明日へのYELL)                                                                     | Hey! Say! JUMP                            | [ 37 ] |
| 22 września     | „Tōkyō VICTORY” (jap. 東京VICTORY)                                                                                                 | Southern All Stars                        | [ 38 ] |
| 29 września     | „THE REVOLUTION” | Exile Tribe                               | [ 39 ] |
| 6 października  | „Hikaeme I love you !” (jap. 控えめI love you !)                                                                                   | HKT48                                     | [ 40 ] |
| 13 października | „Otoko never give up” (jap. 男 never give up)                                                                                      | Sexy Zone                                 | [ 41 ] |
| 20 października | „Nandome no aozora ka?” (jap. 何度目の青空か?)                                                                                     | Nogizaka46                                | [ 42 ] |
| 27 października | „Itta janai ka/CloveR” (jap. 言ったじゃないか/CloveR)                                                                              | Kanjani ∞                                 | [ 43 ] |
| 3 listopada     | „Sky's The Limit” | V6                                        | [ 44 ] |
| 10 listopada    | „Dan Dan Dubi Zuba!” (jap. ダン・ダン ドゥビ・ズバー!)                                                                             | Dream5 + Bully Taichō                     | [ 45 ] |
| 17 listopada    | „Rashikunai” (jap. らしくない) | NMB48                                     | [ 46 ] |
| 24 listopada    | „Kagi no nai hako” (jap. 鍵のない箱)                                                                                               | KinKi Kids                                | [ 47 ] |
| 1 grudnia       | „Kimi ni HITOMEBORE” (jap. 君にHITOMEBORE)                                                                                         | Sexy Zone                                 | [ 48 ] |
| 8 grudnia       | „Kibōteki Refrain” (jap. 希望的リフレイン)                                                                                         | AKB48                                     | [ 49 ] |
| 15 grudnia      | „Gamushara kōshinkyoku” (jap. がむしゃら行進曲)                                                                                    | Kanjani ∞                                 | [ 50 ] |
| 22 grudnia      | „12-gatsu no Kangaroo” (jap. 12月のカンガルー)                                                                                     | SKE48                                     | [ 51 ] |
| 29 grudnia      | „MAMACITA -AYAYA-” | Super Junior                              | [ 52 ] |

## BillboardJapan Hot 100
| Data            | Utwór                                                         | Wykonawca                                 | Źródło  |
| --------------- | ------------------------------------------------------------- | ----------------------------------------- | ------- |
| 6 stycznia      | wstrzymanie publikacji                                        | wstrzymanie publikacji                    |         |
| 13 stycznia     | „Ride With Me”                                                | Hey! Say! JUMP                            | [ 53 ]  |
| 20 stycznia     | „Ichi, ni, san de Jump” (jap. イチ、ニッ、サンでジャンプ)     | Good Morning America                      | [ 54 ]  |
| 27 stycznia     | „Hibiki” (jap. ひびき)                                        | Kanjani ∞                                 | [ 55 ]  |
| 3 lutego        | „Snow Magic Fantasy” (jap. スノーマジックファンタジー)        | Sekai no Owari                            | [ 56 ]  |
| 10 lutego       | „Snow Magic Fantasy” (jap. スノーマジックファンタジー)        | Sekai no Owari                            | [ 57 ]  |
| 17 lutego       | „AinoArika”                                                   | Hey! Say! JUMP                            | [ 58 ]  |
| 24 lutego       | „Bittersweet”                                                 | Arashi                                    | [ 59 ]  |
| 3 marca         | „King of otoko!” (jap. キング オブ 男!)                       | Kanjani ∞                                 | [ 60 ]  |
| 10 marca        | „Mae shika mukanee” (jap. 前しか向かねえ)                     | AKB48                                     | [ 61 ]  |
| 17 marca        | „Hikari no Signal” (jap. 光のシグナル)                        | Kis-My-Ft2                                | [ 62 ]  |
| 24 marca        | „Sakura, minna de tabeta” (jap. 桜、みんなで食べた)           | HKT48                                     | [ 63 ]  |
| 31 marca        | „Mirai to wa?” (jap. 未来とは?)                               | SKE48                                     | [ 64 ]  |
| 7 kwietnia      | „Takane no ringo” (jap. 高嶺の林檎)                           | NMB48                                     | [ 65 ]  |
| 14 kwietnia     | „Kizuitara kataomoi” (jap. 気づいたら片想い)                  | Nogizaka46                                | [ 66 ]  |
| 21 kwietnia     | „Yes we are”                                                  | SMAP                                      | [ 67 ]  |
| 28 kwietnia     | „Honō to mori no Carnival” (jap. 鞆浦慕情)                    | Sekai no Owari                            | [ 68 ]  |
| 5 maja          | „Eejanaika” (jap. ええじゃないか)                             | Johnny's WEST                             | [ 69 ]  |
| 12 maja         | „GUTS !”                                                      | Arashi                                    | [ 70 ]  |
| 19 maja         | „GUTS !”                                                      | Arashi                                    | [ 71 ]  |
| 26 maja         | „King & Queen & Joker”                                        | Sexy Zone                                 | [ 72 ]  |
| 2 czerwca       | „Labrador Retriever” (jap. ラブラドール・レトリバー)          | AKB48                                     | [ 73 ]  |
| 9 czerwca       | „Dare mo shiranai” (jap. 誰も知らない)                        | Arashi                                    | [ 74 ]  |
| 16 czerwca      | „In Fact”                                                     | KAT-TUN                                   | [ 75 ]  |
| 23 czerwca      | „Sweat”                                                       | Tōhōshinki                                | [ 76 ]  |
| 30 czerwca      | „Nanokame no ketsui” (jap. 7日目の決意)                       | UVERworld                                 | [ 77 ]  |
| 7 lipca         | „R.Y.U.S.E.I.”                                                | Sandaime J Soul Brothers from EXILE TRIBE | [ 78 ]  |
| 14 lipca        | „Omoidama” (jap. オモイダマ)                                  | Kanjani ∞                                 | [ 79 ]  |
| 21 lipca        | „Natsu no Free & Easy” (jap. 夏のFree&Easy)                   | Nogizaka46                                | [ 80 ]  |
| 28 lipca        | „Top Of The World”                                            | SMAP                                      | [ 81 ]  |
| 4 sierpnia      | „NEW HORIZON”                                                 | Exile                                     | [ 82 ]  |
| 11 sierpnia     | „Bukiyō taiyō” (jap. 不器用太陽)                              | SKE48                                     | [ 83 ]  |
| 18 sierpnia     | „ER2”                                                         | Eight Ranger                              | [ 84 ]  |
| 25 sierpnia     | „Another Future”                                              | Kis-My-Ft2                                | [ 85 ]  |
| 1 września      | „IGNITE”                                                      | Eir Aoi                                   | [ 86 ]  |
| 8 września      | „Kokoro no Placard” (jap. 心のプラカード)                     | AKB48                                     | [ 87 ]  |
| 15 września     | „Weekender” (jap. ウィークエンダー)                           | Hey! Say! JUMP                            | [ 88 ]  |
| 22 września     | „Tōkyō VICTORY” (jap. 東京VICTORY)                            | Southern All Stars                        | [ 89 ]  |
| 29 września     | „Midaretemina” (jap. ミダレテミナ)                            | 2PM                                       | [ 90 ]  |
| 6 października  | „Hikaeme I love you !” (jap. 控えめI love you !)              | HKT48                                     | [ 91 ]  |
| 13 października | „Otoko never give up” (jap. 男 never give up)                 | Sexy Zone                                 | [ 92 ]  |
| 20 października | „Nandome no aozora ka?” (jap. 何度目の青空か?)                | Nogizaka46                                | [ 93 ]  |
| 27 października | „Itta janai ka” (jap. 言ったじゃないか)                       | Kanjani ∞                                 | [ 94 ]  |
| 3 listopada     | „Sky's The Limit”                                             | V6                                        | [ 95 ]  |
| 10 listopada    | „Matsuri hayashi de geragerapō” (jap. 祭り囃子でゲラゲラポー) | King Cream Soda                           | [ 96 ]  |
| 17 listopada    | „Time Works Wonders”                                          | Tōhōshinki                                | [ 97 ]  |
| 24 listopada    | „Kagi no nai hako” (jap. 鍵のない箱)                          | KinKi Kids                                | [ 98 ]  |
| 1 grudnia       | „Ashioto ~Be Strong” (jap. 足音 〜Be Strong)                  | Mr. Children                              | [ 99 ]  |
| 8 grudnia       | „Kibōteki Refrain” (jap. 希望的リフレイン)                    | AKB48                                     | [ 100 ] |
| 15 grudnia      | „Gamushara kōshinkyoku” (jap. がむしゃら行進曲)               | Kanjani ∞                                 | [ 101 ] |
| 22 grudnia      | „O.R.I.O.N.”                                                  | Sandaime J Soul Brothers from EXILE TRIBE | [ 102 ] |
| 29 grudnia      | „O.R.I.O.N.”                                                  | Sandaime J Soul Brothers from EXILE TRIBE | [ 103 ] |